# Karin Antretter
Karin Antretter (República Democrática Alemana, 28 de mayo de 1957), también llamada Karin Hänel, es una atleta alemana retirada especializada en la prueba de salto de longitud, en la que consiguió ser campeona europea en pista cubierta en 1981.

## Carrera deportiva
En el Campeonato Europeo de Atletismo en Pista Cubierta de 1981 ganó la medalla de or en el salto de longitud, con un salto de 6.77 metros que fue récord del mundo, superando a las también alemanas Sigrid Heimann (plata con 6.66 metros) y Jasmin Fischer (bronce con 6.65 metros).
Al año siguiente, en el Campeonato Europeo de Atletismo en Pista Cubierta de 1982 ganó la medalla de plata en el salto de longitud, con un salto de 6.54 metros, tras la también alemana Sabine Everts (oro con 6.70 metros) y por delante de la rumana Valy Ionescu (bronce con 6.52 metros).